# 몽클로아역
몽클로아역(스페인어: Moncloa)은 마드리드 지하철의 환승역이다. 3호선과 6호선이 지난다. 마드리드 참베리 구의 프린세사 거리 지하에 위치해 있으며 바로 옆에 지하 버스터미널이 자리해 있기 때문에 주요 교통터미널 역할도 맡고 있다. 몽클로아라는 역명은 역 부근의 몽클로아 광장에서 따온 이름이다.
마드리드 북서부의 대다수 시외버스 노선들이 이곳을 거쳐가며, 알칼라 대학교 학생들이 많이 이용하는 역이기도 하다. 한편으로 역 출구 부근에는 공군기지와 승리의 아치문이 자리해 있다. 요금구역상으로는 A구역에 속한다.

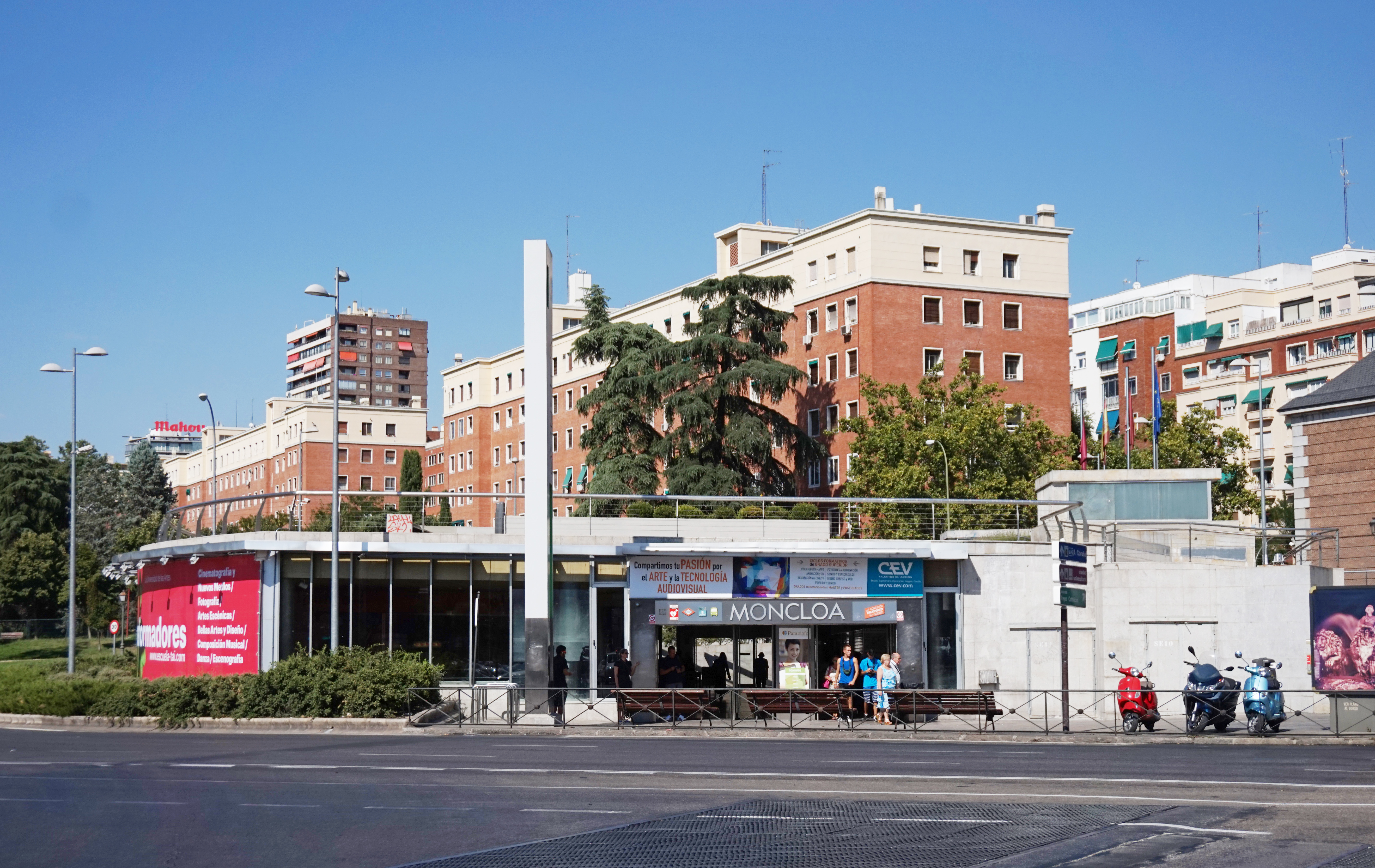
몽클로아역 건물

## 역사
1963년 7월 17일 3호선이 아르궤예스 역에서 이곳까지 한차례 연장되면서 영업에 들어갔다. 3호선의 나머지 역들과는 달리 승강장 길이가 90m로 지어졌다. 개통 당시 출구는 총 두 개로 하나는 이사크 페랄 거리에, 다른 하나는 페르난데스 데 로스 리오스 거리에 있었는데 현존하지는 않는다. 2006년 3호선 대규모 개조공사 프로젝트가 이뤄질 당시 예외로 빠졌던 역이기도 했다.
1995년 5월 10일에는 6호선 승강장이 문을 열었다. 3호선과는 새 환승통로로 연결되며 더 깊게 자리잡고 있다. 또 구의회 건물 앞 프린세사 거리에 새로운 출구를 하나 내었다. 2009년 1월 12일부터는 기존의 안살도브레다 열차 대신 7000번대 열차가 투입 운행되기 시작하였다.
2014년 6월 28일, 6호선의 몽클로아-메트로폴리타노 구간이 시설 보수공사로 운영을 중단하면서 잠시 6호선의 시종착역 역할을 하게 되었다. 공사 마감기한은 그해 9월로 전망되었으나 예상외로 공사가 빨리 진척되어 8월 28일에 운행을 재개하였다.

## 환승 정보

몽클로아 지하버스 터미널의 상세도

역 주변에 시내버스 정류장이 여러 곳 있으나, 역 바로 옆에 지하버스 터미널이 있어 이곳을 경유하는 버스노선이 대다수다. 3개 층으로 구분되어 있으며 정류장 수는 총 24개에 달한다.
버스
- 시내버스
  - 1, 16, 44, 46, 61, 82, 83, 132, 133, 160, 161, 162, C1, C2, A, G번 노선 (주간)
  - N21번 노선 (야간)
- 시외버스
  - 573 601 611 611A 612 613 621 622 623 624 625 626 627 628 629 631 632 635 641 642 643 645 651 651A 652 653 654 655 656 656A 657 658 661 661A 662 664 671 672 672A 673 681 682 683 684 686 686A 687 688 691번 노선 (주간)
  - N602 N603 N901 N902 N903 N904 N905 N906번 노선 (야간)

지하철
| 마드리드 지하철                  | 마드리드 지하철       | 마드리드 지하철   |
| -------------------------------- | --------------------- | ----------------- |
| 아르궤예스 비야베르데 알토       | 마드리드 지하철 3호선 | 시·종착역         |
| 시우다드 우니베르시타리아 순환선 | 마드리드 지하철 6호선 | 아르궤예스 순환선 |